# Online
Iets is online (het Engelse woord voor op de lijn) wanneer het een actieve verbinding heeft met een netwerk, offline wanneer dit niet zo is.
Deze term wordt vooral in de IT gebruikt. Meer specifiek:
- Een operationeel systeem of onderdeel van een systeem, zoals een elektriciteitscentrale, is online wanneer het in gebruik is.
- In de telecommunicatie betekent online dat een apparaat onder de controle van een systeem staat en kan worden gebruikt zonder menselijke tussenkomst.
- Een computer, computerapplicatie of computergebruiker is online wanneer deze een actieve internetverbinding heeft en daarmee andere computers, applicaties respectievelijk gebruikers kan benaderen of door deze benaderd kan worden, bijvoorbeeld:
  - bij het chatten zoals via Facebook, MSN, ICQ en IRC is een gebruiker online of offline;
  - veel multiplayer-computerspellen hebben de mogelijkheid om online tegen andere spelers te spelen.
- Computergebruik is online als de gebruiker interactief met het systeem communiceert, en offline als de gebruiker taken specificeert die de computer later zal uitvoeren, de zogenaamde batchverwerking.

Van dit laatste woordgebruik is een technische term uit de informatica afgeleid:
- Een algoritme is online als het zijn invoer al begint te verwerken voor die helemaal is ingelezen.

## Spelling
Op 1 augustus 2006 werd de officiële spelling van het woord gewijzigd naar "online". In de vorige editie van het Groene Boekje stond het geschreven als on line.